# Середкевичі
Середке́вичі — село в Яворівському районі Львівської області. Населення становить 1453 особи (2010 рік). Орган місцевого самоврядування — Яворівська міська рада.

## Назва
До 1944 року мало назву Улицько-Середкевичі. Перша письмова згадка про Середкевичі відноситься до XVIII ст (Але є старіші позначення на польських картах 16-17ст.) За переказами, перше поселення виникло на місці вирубаних лісів і дістало назву Улицок. Коли почало розростатись, то мало вже 2 назви: Уліцок-Середкевичі(середня частина) і Уліцок-Зарубане (кінцева частина).

## Історія
У ХІХ ст. селище мало власний герб — зображення Ока Провидіння в сяйві. На печатці громади Улицька-Середкевич його оточував напис «УРЯДЪ ГРОМАДЫ УЛИЦКА СЕРЕДКЕВИЧЪ», на печатці Улицька-Зарубаного —"УРЯДЪ ГРОМАДСКІЙ УЛИЦКА ЗАРУБАНА".
Станом на 1904 р. громада Улицько-Середкевичі (Рава-Руського повіту Королівства Галичини) налічувала 1781 мешканця, громада Улицько-Зарубане — 661 мешканця. Улицько-Середкевичі на той час перебувало у власності Ельжбети і Марії Скібневських, Улицько-Зарубане — у власності Марії-Аврелії Товарницької.
Довгий час (із 1911 року) у Середкевичах жив, бувши важко хворим, український письменник і громадський діяч Лесь Мартович.
У селі діяла організація «Сельроб» чисельністю 6 осіб.
Село належало до Равського повіту. На 01.01.1939 в селі проживало 2300 мешканців, з них 1210 українців-грекокатоликів, 1030 поляків і 60 євреїв.
05.02.1965 Указом Президії Верховної Ради Української РСР передано Середкевичівську сільраду Нестеровського району до складу Яворівського району.

## Населення

### Мова
Розподіл населення за рідною мовою за даними :
| Мова       | Кількість | Відсоток |
| ---------- | --------- | -------- |
| українська | 768       | 99.87 %  |
| російська  | 1         | 0.13 %   |
| Усього     | 769       | 100 %    |

## Церква
Уперше церква в селі згадується в 1578 році. Сучасна церква Успіння Пресвятої Богородиці освячена в 1893 році, була парафіяльною церквою Потелицького деканату (після 1920 р. — Немирівського) Перемишльської єпархії УГКЦ.

## Народилися
- Лукницький Руслан Богданович (1999—2022) — старший лейтенант Збройних сил України, учасник російсько-української війни. Герой України (2025, посмертно).

## Загинули
- Горбач Юрій «Снігур» (1921, с. Біла (тепер не існує) Жовківського р-ну Львівської обл.– 17.05.1951, в лісі біля присілку Щирець) — бойовик окружного осередку СБ, тричі був поранений. Загинув у бою з військами МДБ. Будучи пораненим застрелився, щоб живим не потрапити в руки ворога. Тіло загиблого облавники забрали у райцентр Магерів. Місце поховання невідоме. Старший вістун (?), булавний (30.06.1949) УПА; відзначений Бронзовим хрестом бойової заслуги (30.11.1949)[8].